# Drosophila curticilia
Drosophila curticilia är en tvåvingeart som beskrevs av Elmo Hardy 1965. Drosophila curticilia ingår i släktet Drosophila och familjen daggflugor.
Artens utbredningsområde är Hawaii.